# See Emily Play
«See Emily Play» es el segundo sencillo de la banda británica Pink Floyd lanzado en 1967. La canción fue compuesta por Syd Barrett y posiblemente es una mención a Emily Young, hija de Wayland Hilton Young 2º Baron de Kennet, conocida en el UFO Club como "the psychedelic schoolgirl" (en español: "la colegiala psicodélica"). Barrett tocó la guitarra slide utilizando una regla de plástico. La cubierta del disco es un dibujo hecho por Barrett.
En varias ocasiones David Gilmour ha dicho que durante las sesiones de este sencillo Barrett empezó a cambiar de personalidad debido su adicción a las drogas psicoactivas. Gilmour asistía con frecuencia a las grabaciones de Pink Floyd, y en esas sesiones Syd no reconocía a su viejo amigo, aun habiéndolo invitado él mismo.
La canción se incluyó en las ediciones estadounidenses y japonesas del álbum The Piper at the Gates of Dawn.
El vídeo promocional de See Emily Play fue grabado en Bélgica en 1968. Barrett no viajó a Bélgica y fue reemplazado por Gilmour.

## Personal e instrumentario
- Syd Barrett - voz principal, guitarra eléctrica, guitarra con slide
- Richard Wright - órgano Farfisa, piano, piano preparado, clavecín eléctrico[1] Baldwin, voz de acompañamiento
- Roger Waters - bajo, voz de acompañamiento
- Nick Mason - batería

## Notas

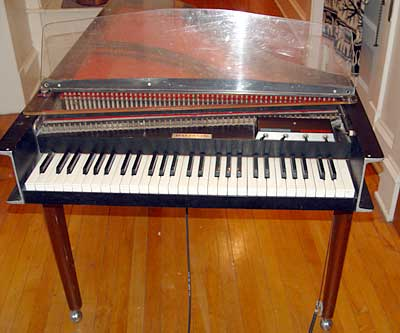
Un clavecín eléctrico moderno de la marca Baldwin: el Combo